# ドンキー・カーフ・レイズ
ドンキー・カーフ・レイズ(donkey calf raise)は、ウエイトトレーニングの種目の一つ。ふくらはぎの腓腹筋の筋肥大を促し、筋力を高めることができる。最大限にストレッチさせるためには適度な段差があることが望ましい。爪先を外側に向けて行うと腓腹筋内側、内側に向けて行うと腓腹筋外側への負荷が増す。片足で行うと負荷が強い。かかとを上げたところで数秒間耐えるのも効果的である。脚が床に対して垂直な姿勢で行うよう心がける。

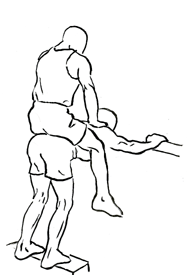
ドンキー・カーフ・レイズ(スタート)

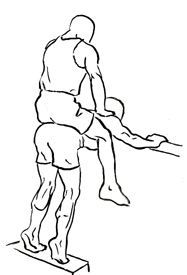
ドンキー・カーフ・レイズ(フィニッシュ)

## 具体的動作

### ドンキー・カーフレイズ
1. 脚を伸ばしたまま腰を曲げて両手を高いベンチなどの上に肩幅程度の間隔で乗せ、段差の端に足の母趾球から先を乗せる。かかとを下げ、足首を十分にストレッチさせる。
2. 補助者に腰の上に乗ってもらう。
3. 息を吐きながらかかとを上げていく。
4. 腓腹筋が十分に収縮するのを感じ取ったら、息を吸いながら元の姿勢に戻る。
5. 2~3を繰り返す。

補助者が乗る位置を前の方にすると負荷が軽くなる。

### マシン・ドンキー・カーフレイズ
1. マシンのパッドの位置などを調節する。
2. 脚を伸ばしたまま腰を曲げて上体を固定し、段差の端に足の母趾球から先を乗せる。かかとを下げ、足首を十分にストレッチさせる。
3. マシンのパッドの下に腰を移動させて構える。
4. 息を吐きながらかかとを上げていく。
5. 腓腹筋が十分に収縮するのを感じ取ったら、息を吸いながら元の姿勢に戻る。
6. 2~3を繰り返す。